# Lancia Thema (1984)
Lancia Thema – samochód osobowy klasy średniej-wyższej produkowany przez włoską markę Lancia w latach 1984–1994. 

## Historia i opis modelu

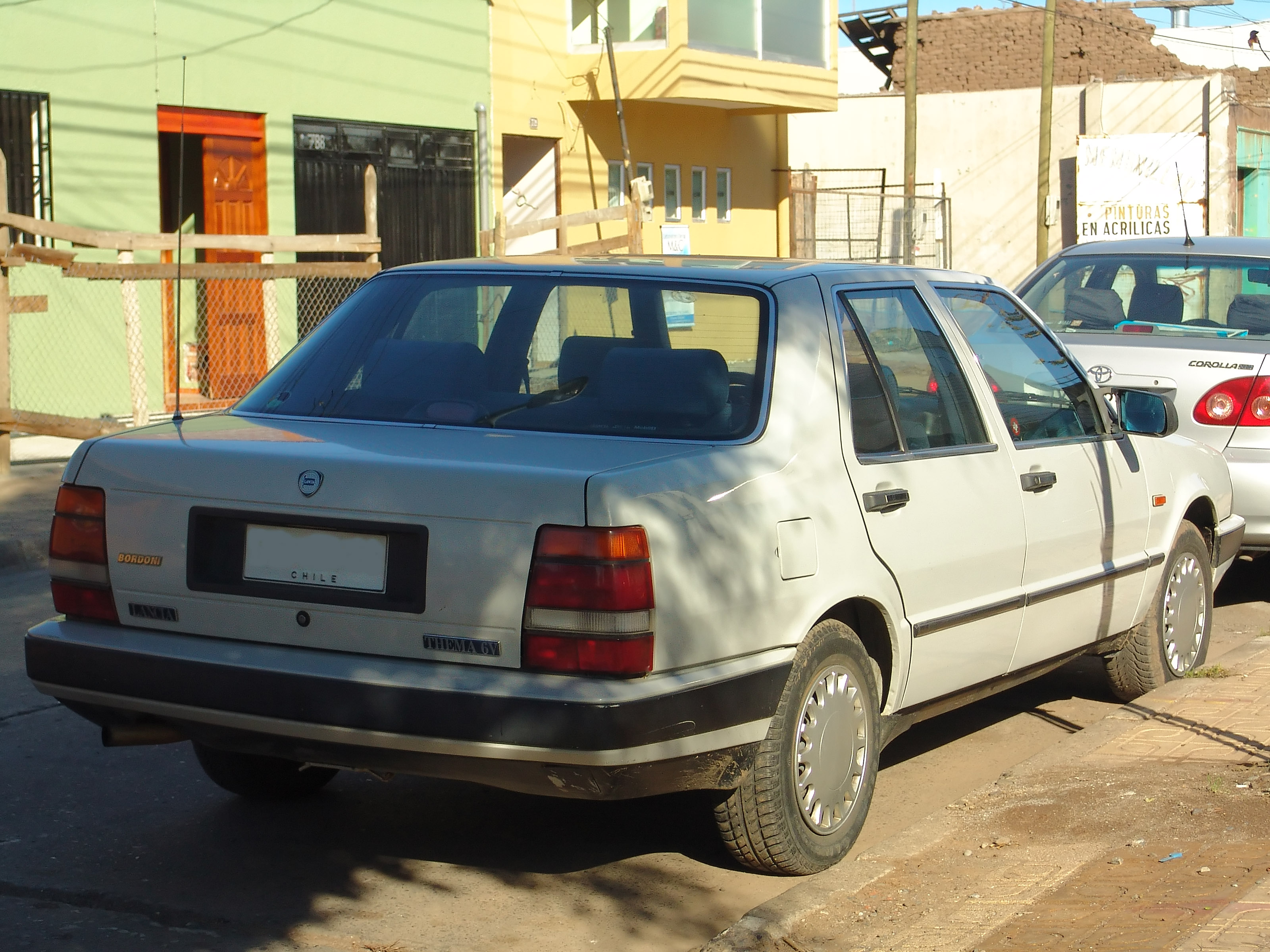
Lancia Thema - tył

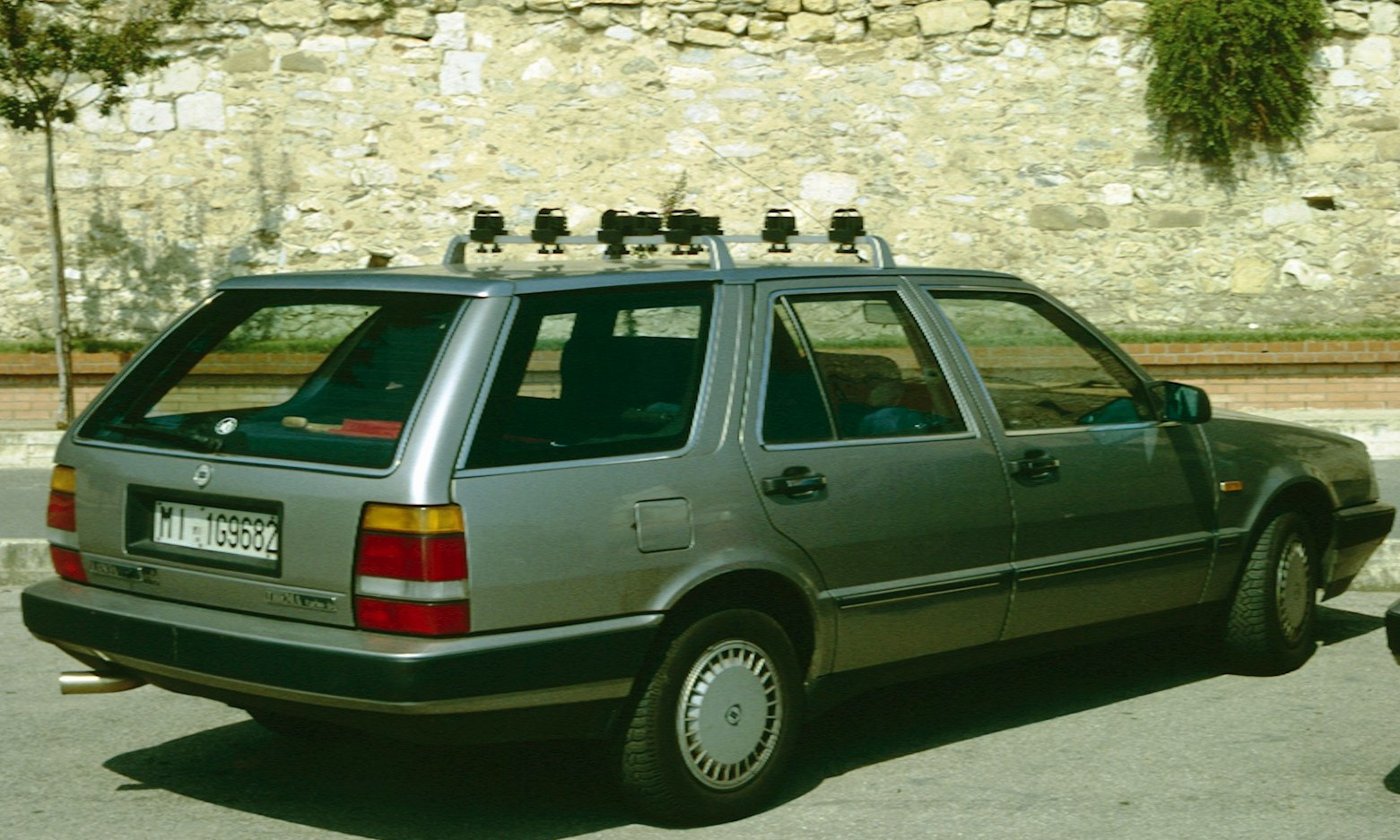
Lancia Thema Kombi

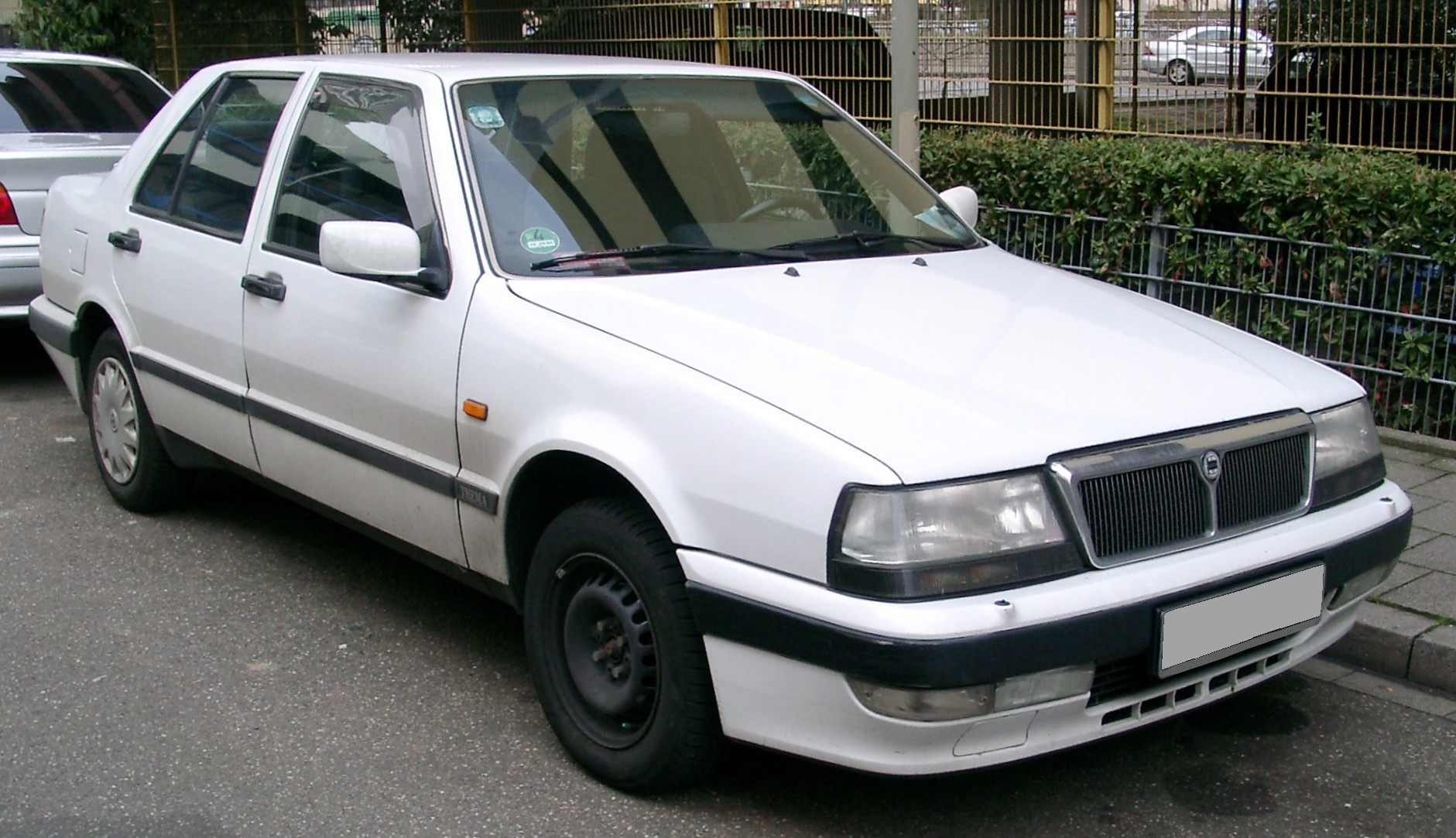
Lancia Thema po liftingu

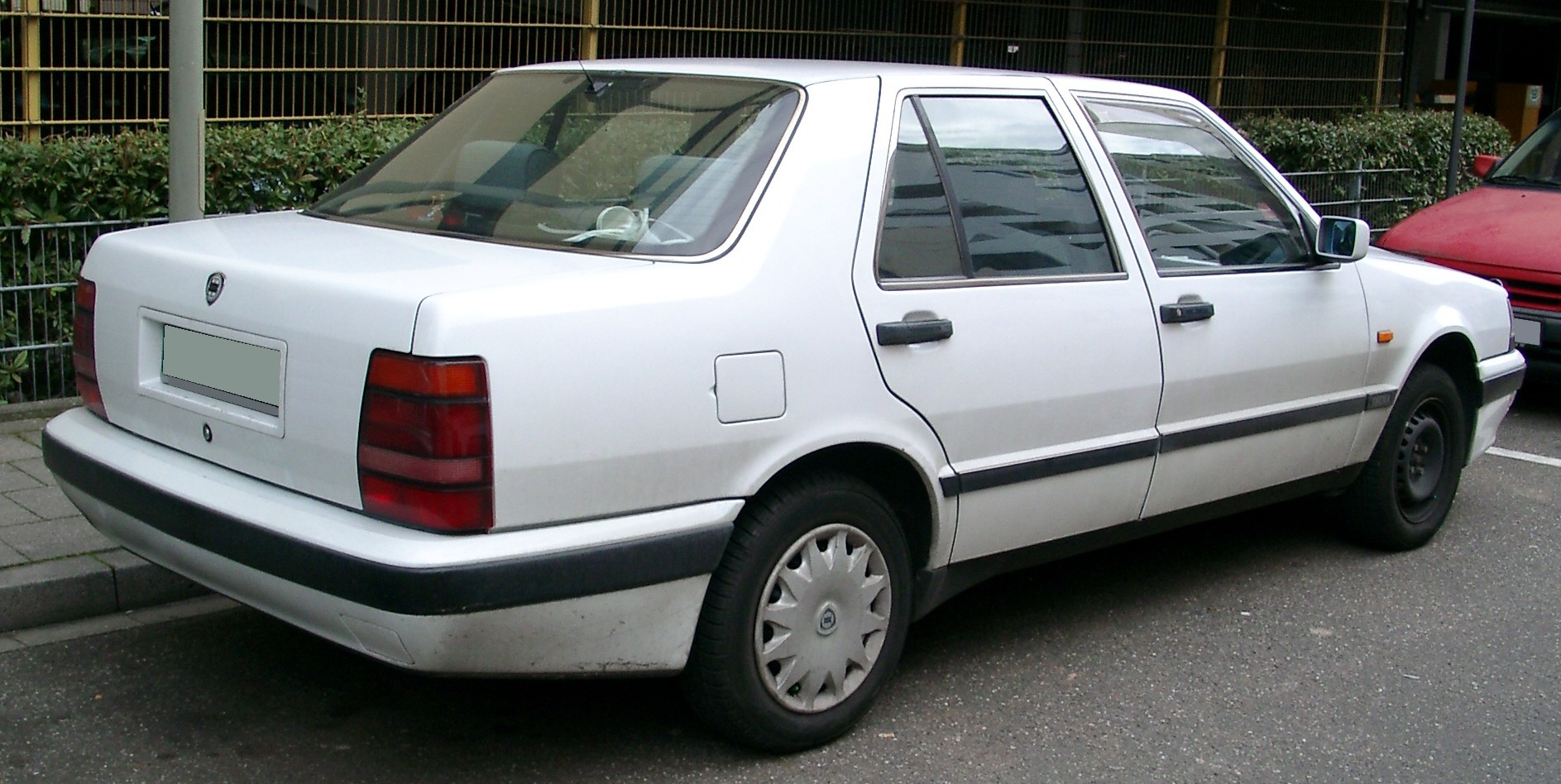
Lancia Thema - tył po liftingu

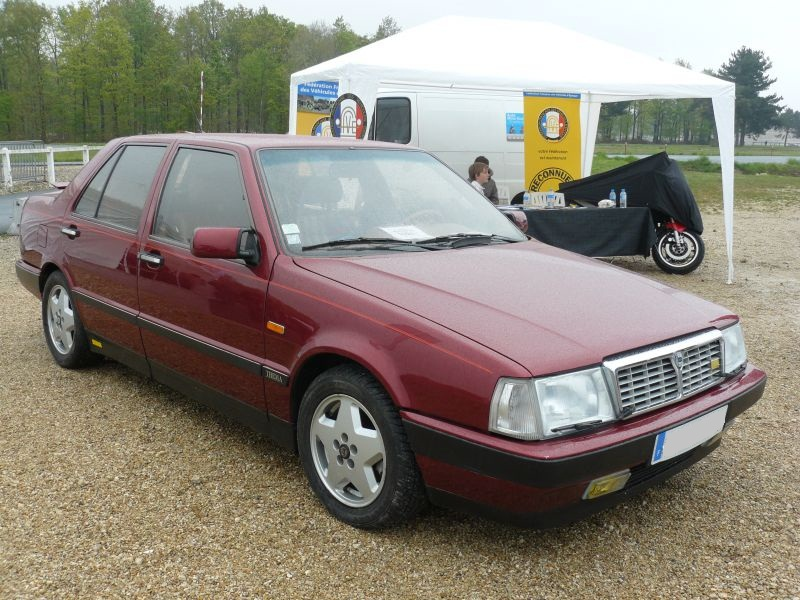
Lancia Thema 8.32

Pojazd po raz pierwszy został zaprezentowany podczas targów motoryzacyjnych w Turynie w 1984 roku. Samochód został zaprojektowany przez Giorgetto Giugiaro na wspólnej płycie podłogowej Fiata oraz szwedzkiej marki Saab określanej mianem Tipo 4 (Tipo Four). W ten sposób na jednej płycie podłogowej powstały cztery pojazdy: Alfa Romeo 164, Fiat Croma, Lancia Thema oraz Saab 9000. Oprócz Alfy Romeo samochody te miały współwymienne niektóre elementy karoserii (drzwi, przednia szyba) (Saab 9000 - Fiat Croma). Samochód wytwarzano w dwóch turyńskich fabrykach: Mirafiori oraz Borgo San Paol.
W 1986 roku wprowadzono do produkcji wersję z nadwoziem kombi. Tylną część nadwozia przygotowała firma Pininfarina. Rok później wprowadzono sportową odmianę Thema 8.32 wyposażoną w silnik Ferrari z modelu 308 GTB. W 1988 roku auto przeszło face lifting. Zmieniono m.in. przednie reflektory oraz zderzak, a także atrapę chłodnicy.

### Thema 8.32
Najbardziej prestiżowa i najmocniejsza wersja Themy produkowana od 1987 do 1992 roku wyposażona w jednostkę napędową produkcji Ferrari. Jednostka ta to widlasty, ośmiocylindrowy, 32-zaworowy silnik benzynowy rozwijający moc maksymalną 215 KM, którą w 1989 roku zmniejszono do 205 KM. Na pokrywie silnika pojawił się czerwony pasek z napisem Lancia by Ferrari. Łącznie wyprodukowano 3527 egzemplarzy (w latach 1986 - 1988: 2370 sztuk; w latach 1988 - 1992: 1601 sztuk).
Pojazd od standardowej wersji wyróżniał się m.in. nową atrapą chłodnicy, bocznymi kierunkowskazami schowanymi pod reflektory, innym kształtem elektrycznie składanych lusterek zewnętrznych oraz alufelgami Ferrari, a także elektrycznie wysuwanym z tylnej klapy spojlerem. We wnętrzu pojawiło się najbardziej luksusowe wyposażenie dostępne w tym czasie w Lancii, w tym m.in. elektryczne sterowanie szyb, elektrycznie podnoszone oraz opuszczane zagłówki tylne, deska rozdzielcza wykończona drewnem, skórzana tapicerka oraz telefon satelitarny. 

### Silniki
| Silnik                | Pojemność skokowa [cm³] | Typ silnika        | Moc maksymalna [KM] przy obr./min | Maks. moment obrotowy [Nm] przy obr./min | Przyspieszenie 0-100 km/h [s] | Prędkość maks. [km/h] |                    |                    |                    |
| Silniki benzynowe:    | Silniki benzynowe:      | Silniki benzynowe: | Silniki benzynowe:                | Silniki benzynowe:                       | Silniki benzynowe:            | Silniki benzynowe:    | Silniki benzynowe: | Silniki benzynowe: | Silniki benzynowe: |
| --------------------- | ----------------------- | ------------------ | --------------------------------- | ---------------------------------------- | ----------------------------- | --------------------- | ------------------ | ------------------ | ------------------ |
| 2.0 8V                | 1995                    | R4                 | 120/5250                          | 170/3300                                 | 9,2                           | 195                   |                    |                    |                    |
| 2.0 8V                | 1995                    | R4                 | 116/5250                          | 162/4000                                 | 9,2                           | 191                   |                    |                    |                    |
| 2.0 8V                | 1995                    | R4                 | 116/5250                          | 162/4000                                 | 9,2                           | 195                   |                    |                    |                    |
| 2.0 16V               | 1995                    | R4                 | 146/6000                          | 173/4000                                 | 10,4                          | 202                   |                    |                    |                    |
| 2.0 16V               | 1995                    | R4                 | 155/6500                          | 181/3500                                 | 10,1                          | 205                   |                    |                    |                    |
| 2.0 Turbo 8V          | 1995                    | R4                 | 166/5500                          | 245/2700                                 | 7,2                           | 218                   |                    |                    |                    |
| 2.0 Turbo 16V         | 1995                    | R4                 | 150/6500                          | 245/3500                                 | 7,9                           | 210                   |                    |                    |                    |
| 2.0 Turbo 16V         | 1995                    | R4                 | 180/6500                          | 270/3500                                 | 8,0                           | 222                   |                    |                    |                    |
| 2.0 Turbo 16V         | 1995                    | R4                 | 205/6500                          | 304/3500                                 | 7,2                           | 230                   |                    |                    |                    |
| 2.9 12V               | 2849                    | V6                 | 150/5250                          | 245/2700                                 | 8,2                           | 208                   |                    |                    |                    |
| 2.9 12V               | 2849                    | V6                 | 150/5000                          | 225/3500                                 | 8,4                           | 205                   |                    |                    |                    |
| 3.0 12V               | 2959                    | V6                 | 175/5500                          | 250/4500                                 | 8,1                           | 220                   |                    |                    |                    |
| Silniki wysokoprężne: |                         |                    |                                   |                                          |                               |                       |                    |                    |                    |
| 2.5 TD                | 2445                    | R4                 | 101/4100                          | 217/2300                                 | 11,9                          | 185                   |                    |                    |                    |
| 2.5 TD                | 2499                    | R4                 | 118/3900                          | 245/2200                                 | 11,0                          | 195                   |                    |                    |                    |
| 2.5 TD                | 2445                    | R4                 | 118/4100                          | 245/2400                                 | 11,5                          | 191                   |                    |                    |                    |

### Silniki (Thema 8.32)
| Silnik             | Pojemność skokowa [cm³] | Typ silnika        | Wtrysk paliwa                    | Średnica x skok cylindra [mm] | Stopień sprężania  | Moc maksymalna [KM] ([kW]) przy obr./min | Maks. moment obrotowy [Nm] przy obr./min | Przyspieszenie 0-100 km/h [s] | Prędkość maks. [km/h] |
| Silniki benzynowe: | Silniki benzynowe:      | Silniki benzynowe: | Silniki benzynowe:               | Silniki benzynowe:            | Silniki benzynowe: | Silniki benzynowe:                       | Silniki benzynowe:                       | Silniki benzynowe:            | Silniki benzynowe:    |
| ------------------ | ----------------------- | ------------------ | -------------------------------- | ----------------------------- | ------------------ | ---------------------------------------- | ---------------------------------------- | ----------------------------- | --------------------- |
| 2.9 32V DOHC       | 2906                    | V8                 | elektroniczny Bosch KE3-Jetronic | 93,0 x 70,40                  | 10,5:1             | 215 (158)/6750                           | 285/4500                                 | 6,8                           | 240                   |
| 2.9 32V DOHC       | 2906                    | V8                 | elektroniczny Bosch KE3-Jetronic | 93,0 x 70,40                  | 10,5:1             | 205 (151)/6750                           | 263/5000                                 | 6,9                           | 235                   |